# Mustangs de Cal Poly
 (mars 2017).
Les Mustangs de Cal Poly (en anglais : Cal Poly Mustangs) sont le club omnisports universitaire de l'Université d'État polytechnique de Californie également appelée "Cal Poly" à San Luis Obispo, en Californie . L'Université fait jouer vingt équipes sportives comprenant le basket-ball masculin et féminin, le cross-country, le golf, le football, la natation et la plongée, le tennis, l' athlétisme (avec une piste intérieure exclusivement féminine), le softball, le volley-ball, le baseball (équipe masculine seulement), le football US et la lutte. Cal Poly fait partie de la Division I de la National Collegiate Athletic Association, son équipe de Basket-ball est membre de la Big West Conference et son équipe de football US est dans la Big Sky Conference. Les équipes de volley-ball et d'athlétisme font partie de la Mountain Pacific Sports Federation tandis que celle de natation et plongée masculine et celle de lutte sont membres associés dans la Pacific-12 Conference.